# Torre Manatí
Torre Manatí es un proyecto de rascacielos aprobado en Puerto Barrios, Izabal, Guatemala. Está previsto que su construcción se inicie en 2021 y concluya en 2023. Con una inversión total de unos 40 millones de dólares estadounidenses, más de 39 000 m² construidos, 40 pisos y 160 metros de altura, cuando se complete se convertirá en el edificio más alto de Guatemala.

## Diseño
El diseño de la torre, realizado por Studio Domus, se caracteriza por su estilo organicista y está inspirado en los manglares que se encuentran en la zona. Su fachada incluye líneas que evocan al océano Atlántico. El diseño de la torre tiene una planta con forma de cruz para que cada apartamento tenga tres fachadas con vistas panorámicas de la bahía y ventilación cruzada.
La torre albergará 136 apartamentos de lujo, incluido un ático, con vistas de la bahía de Santo Tomás de Castilla (parte de la bahía de Amatique), con superficies que oscilan entre los 134 m² y los 304 m². Además, contará con tres plantas de estacionamiento, una zona comercial compuesta por siete locales, un bar y un restaurante, y un puerto deportivo. Se construirá un bar en una isla en la bahía, que estará conectada al edificio y abierta al público. Entre sus instalaciones figuran un sky lounge, una piscina en la terraza, un club privado, un gimnasio y sala de yoga, un centro de negocios, una playa privada de arena blanca y un helipuerto.
De acuerdo con la promotora, el proyecto se realiza bajo estándares de sostenibilidad, que tienen como objetivo un uso eficiente de la energía y el ahorro de agua. El edificio contará con un pozo mecánico que le suministrará agua potable, y los balcones de su fachada contendrán árboles y arbustos.

## Historia y reacciones
El proyecto fue anunciado en junio de 2019 por su promotora, Desarrollos Inmobiliarios Izabal SA. En octubre de 2019 ya se había iniciado la preventa de las unidades residenciales de la torre. En septiembre de 2020 recibió la licencia de construcción de la Municipalidad de Puerto Barrios. En ese momento, la promotora también indicó que estaban cumpliendo todos los trámites requeridos por el Ministerio de Ambiente y Recursos Naturales.
Según la revista Con Criterio, la «opulencia» del proyecto «contrasta con las condiciones de los vecinos de la Torre Manatí», ya que el 60 % de los habitantes de Puerto Barrios viven en condiciones de pobreza y el 90 % de ellos son analfabetos. Por su parte, la promotora ha declarado: «Creemos firmemente que Torre Manatí traerá el desarrollo inmobiliario y tendrá un alto impacto en el crecimiento de las comunidades que rodean a Puerto Barrios». La promotora estima que su construcción creará dos mil puestos de trabajo, directos e indirectos, y que la parte operativa dará trabajo a doscientos empleados permanentes.
El proyecto también ha despertado preocupación por el medio ambiente. De acuerdo con el Consejo Comunitario de Desarrollo de Río Dulce: «Lo que hemos solicitado es que la inversión sea responsable; el cumplimento con las leyes socioambientales». Según Mynor de Paz, delegado del Ministerio de Ambiente en Izabal: «Lo que nosotros miramos es que no vaya a dañar el ecosistema y que no perjudique en contaminaciones, tiene que tener plantas de tratamiento y que no perjudique la orilla donde van a anclar los barcos».
El 16 de marzo de 2021, el diario guatemalteco El Periódico publicó en portada una noticia sobre la Torre Manatí con el titular «La Torre Manatí y los vínculos con un señalado por narcotráfico», según la cual «el líder del proyecto y gerente de Desarrollos Inmobiliarios Izabal es Gastón Machado, hermano de Federico Andrés Machado, señalado por narcotráfico y lavado en Estados Unidos». También afirma que el proyecto fue vendido en 2020 sin autorizaciones completas.